# 小林裕紀
小林 裕紀（こばやし ゆうき、1988年10月18日 - ）は、神奈川県川崎市麻生区出身の元プロサッカー選手、サッカー指導者。現役時代のポジションはミッドフィールダー（MF）。マネジメント会社はジェイプランニング。
妻はモデルの彦坂まなみ。

## 来歴
ヴェルディジュニア、ヴェルディジュニアユース、ヴェルディユースと、東京ヴェルディの下部組織に所属した。ジュニアユースの同期には森本貴幸、ユースの同期にはエルサムニー・オサマがいた。2007年、明治大学に進学し体育会サッカー部に入部（同期は笠原昂史、久保裕一、山田大記など。また1学年下の高木駿はヴェルディジュニアから明治大に至るまでいずれもチームメイトとなった）。3年次には全日本大学サッカー選手権大会でMVPに選ばれた。
大学4年時の2010年にジュビロ磐田の特別指定選手となり、翌2011年に磐田に正式加入。同期入団には山田大記と金園英学がいた。小林は新人ながら開幕戦からボランチとして先発メンバーに名を連ね、腸炎で欠場した1試合を除く33試合に先発、うち32試合をフル出場した。また、ナビスコカップ1回戦アビスパ福岡戦でプロ初得点を決めた。
2012年、背番号を22番から名波浩などが着けていた7番に変更。このシーズン、小林は5月19日のアルビレックス新潟戦でJリーグ初得点を決め、12月1日のシーズン最終戦ではガンバ大阪のJ2降格を決定付ける得点を挙げた。
2013年に磐田はJ2への降格が決まり、シーズン終了前後から小林は流出候補の1人に数えられた。年を跨ぎ1月に入ると、同じくボランチを主戦場とする三門雄大の移籍が決定的となったアルビレックス新潟からの興味が報じられ、三門の移籍が発表された翌日の2014年1月9日、小林の新潟移籍が発表された。この移籍を報じたスポーツニッポンによれば、小林は磐田との契約を1年残しており、新潟が違約金を払っての獲得となった。2年目の2015年シーズンは同じボランチの小泉慶にスタメンの座を奪われ昨シーズンより少ないリーグ戦21試合に止まった。2016年のオフにJ1ベガルタ仙台からオファーを受けるが、新潟に残留しチームキャプテンを務めた。
2017年より名古屋グランパスに完全移籍で加入、自身初のJ2リーグでのプレーとなった。一時期は本職ではないセンターバックとして起用され不安で緊張の日々を過ごしたが、そこで攻撃に移った際のチームの動きを再認識し、その後再び本職のボランチにポジションを移すと中盤を牽引した。チームメイトの新井一耀からはボランチでコンビを組んでいた田口泰士と共に「絶対的な存在」と評されるなど、チームの1年でのJ1復帰に貢献した。翌2018年も主に先発出場でリーグ戦32試合に出場したが、2019年になるとジョアン・シミッチ、米本拓司らの加入の影響を受け出場機会が減少。リーグ戦では全て途中出場での5試合の出場に留まった。
2019年8月、大分トリニータに完全移籍で加入。2022年を以て契約満了により大分を退団。その後現役引退を発表した。
2023年、FC町田ゼルビアのユースコーチに就任。

## 所属クラブ
- ヴェルディジュニア
- ヴェルディジュニアユース (川崎市立王禅寺中学校)
- 2004年 - 2006年 ヴェルディユース (神奈川県立麻生総合高等学校)
- 2007年 - 2010年 明治大学
  - 2010年 ジュビロ磐田 (特別指定選手)
- 2011年 - 2013年  ジュビロ磐田
- 2014年 - 2016年  アルビレックス新潟
- 2017年 - 2019年8月  名古屋グランパス
- 2019年8月 - 2022年  大分トリニータ

## 個人成績
| 国内大会個人成績 | 国内大会個人成績 | 国内大会個人成績 | 国内大会個人成績 | 国内大会個人成績 | 国内大会個人成績 | 国内大会個人成績 | 国内大会個人成績 | 国内大会個人成績 | 国内大会個人成績 | 国内大会個人成績 | 国内大会個人成績 |
| 年度             | クラブ           | 背番号           | リーグ           | リーグ戦         | リーグ戦         | リーグ杯         | リーグ杯         | オープン杯       | オープン杯       | 期間通算         | 期間通算         |
| 年度             | クラブ           | 背番号           | リーグ           | 出場             | 得点             | 出場             | 得点             | 出場             | 得点             | 出場             | 得点             |
| 日本             | 日本             | 日本             | 日本             | リーグ戦         | リーグ戦         | リーグ杯         | リーグ杯         | 天皇杯           | 天皇杯           | 期間通算         | 期間通算         |
| ---------------- | ---------------- | ---------------- | ---------------- | ---------------- | ---------------- | ---------------- | ---------------- | ---------------- | ---------------- | ---------------- | ---------------- |
| 2007             | 明大             | 16               | -                | -                | -                | -                | -                | 2                | 0                | 2                | 0                |
| 2009             | 明大             | 7                | -                | -                | -                | -                | -                | 4                | 0                | 4                | 0                |
| 2011             | 磐田             | 22               | J1               | 33               | 0                | 4                | 1                | 2                | 0                | 39               | 1                |
| 2012             | 磐田             | 7                | J1               | 32               | 2                | 3                | 0                | 2                | 0                | 37               | 2                |
| 2013             | 磐田             | 7                | J1               | 31               | 1                | 5                | 0                | 1                | 0                | 37               | 1                |
| 2014             | 新潟             | 6                | J1               | 25               | 0                | 3                | 0                | 2                | 0                | 30               | 0                |
| 2015             | 新潟             | 6                | J1               | 21               | 0                | 6                | 0                | 1                | 0                | 28               | 0                |
| 2016             | 新潟             | 6                | J1               | 29               | 0                | 5                | 0                | 2                | 0                | 36               | 0                |
| 2017             | 名古屋           | 17               | J2               | 26               | 1                | -                | -                | 2                | 0                | 28               | 1                |
| 2018             | 名古屋           | 4                | J1               | 32               | 1                | 4                | 0                | 1                | 0                | 37               | 1                |
| 2019             | 名古屋           | 4                | J1               | 5                | 0                | 7                | 0                | 1                | 0                | 13               | 0                |
| 2019             | 大分             | 6                | J1               | 11               | 0                | -                | -                | -                | -                | 11               | 0                |
| 2020             | 大分             | 6                | J1               | 12               | 0                | 1                | 0                | -                | -                | 13               | 0                |
| 2021             | 大分             | 6                | J1               | 25               | 0                | 2                | 0                | 3                | 0                | 30               | 0                |
| 2022             | 大分             | 6                | J2               | 17               | 0                | 2                | 0                | 1                | 0                | 20               | 0                |
| 通算             | 日本             | 日本             | J1               | 256              | 4                | 40               | 1                | 15               | 0                | 311              | 5                |
| 通算             | 日本             | 日本             | J2               | 43               | 1                | 2                | 0                | 3                | 0                | 48               | 1                |
| 通算             | 日本             | 日本             | 他               | -                | -                | -                | -                | 6                | 0                | 6                | 0                |
| 総通算           | 総通算           | 総通算           | 総通算           | 299              | 5                | 42               | 1                | 24               | 0                | 365              | 6                |

- 特別指定選手としての試合出場は無し

その他の国際公式戦
- 2011年
  - スルガ銀行チャンピオンシップ 1試合0得点
- 2017年
  - J1昇格プレーオフ 2試合0得点

- Jリーグ初出場：2011年3月5日 J1第1節 ヴァンフォーレ甲府戦（山梨中銀スタジアム）
- リーグカップ戦初得点：2011年6月5日 ヤマザキナビスコカップ1回戦 アビスパ福岡戦（ヤマハスタジアム）
- Jリーグ初得点：2012年5月19日 J1第12節 アルビレックス新潟戦（東北電力ビッグスワンスタジアム）

## 選抜歴
- 関東大学選抜（2010年）

## タイトル

### クラブ
ヴェルディユース
- 日本クラブユースサッカー選手権大会（2005年）
- 高円宮杯全日本ユースサッカー選手権大会（2005年）

明治大学
- 関東大学サッカーリーグ戦1部（2007年）
- 全日本大学サッカー選手権大会（2009年）

### 個人
- 全日本大学サッカー選手権大会 最優秀選手（2009年）

## 指導歴
- 2023年 - FC町田ゼルビア：ユースコーチ